# Vigonzino
Vigonzino (Vigonzin in dialetto milanese) è una frazione del comune italiano di Zibido San Giacomo. Insieme alla vicina cascina Pioltino, costituì un comune autonomo fino al 1870.

## Storia
Vigonzino era una cascina di campagna del milanese di antica origine, e confinava con Zibido San Giacomo a nord, Badile e Lacchiarella ad est, Binasco e Conigo a sud, e Mandrugno ad ovest. Al censimento del 1751 la località fece registrare 102 residenti.
In età napoleonica, nel 1805, la popolazione era salita a 220 unità, ma nel 1809 il governo italiano decise di sopprimere il municipio ed annetterlo a Mandrugno, località a sua volta unita a Binasco nel 1811; tutti i centri recuperarono comunque l'autonomia nel 1816, in seguito all'istituzione del Regno Lombardo-Veneto, seppur venendo spostati in Provincia di Pavia.
L'abitato conobbe una leggera crescita tipica di un villaggio agricolo, e nel 1841 il governo austriaco decise di ampliarne la giurisdizione comunale, annettendogli Badile e Moirago, per un totale di 692 anime nel 1853, salite a 765 nel 1859, anno in cui i Savoia lo riportarono in Provincia di Milano. Il municipio fu definitivamente soppresso il 9 giugno 1870 su decreto di Vittorio Emanuele II, venendo annesso coi suoi 768 abitanti a Zibido San Giacomo, cui era da sempre religiosamente legato.